# Корецкий, Анатолий Григорьевич
Анато́лий Григо́рьевич Коре́цкий (12 января 1945, Геленджик, Краснодарский край — 1 августа 1993, пригород Владикавказа) — советский и российский военачальник, генерал-майор, участник урегулирования осетино-ингушского конфликта.

## Биография
Родился в семье участницы Великой Отечественной войны, отец пропал на фронте. После второго брака матери семья жила в Волгограде, там же окончил школу. Окончил Ульяновское танковое училище, Военную академию бронетанковых войск имени Р. Я. Малиновского. Служил в Северо-Кавказском военном округе, Группе советских войск в Германии, Белорусском военном округе, в Калининграде и в Москве. В июне 1985 года — августе 1988 года командовал 10-й гвардейской Уральско-Львовской танковой дивизией.

## Гибель генерала

Могила Корецкого на Новодевичьем кладбище Москвы.

Последняя должность — командир 42-го армейского корпуса в Северо-Кавказском военном округе. Штаб корпуса дислоцировался во Владикавказе. Подразделения корпуса оказались в эпицентре осетино-ингушского межнационального конфликта. Обе воюющие стороны нападали на воинские части и склады, захватывали в заложники военнослужащих. Генерал-майор Корецкий активно участвовал в переговорах по освобождению заложников и в попытках мирного урегулирования конфликта, при этом выступая против попыток использовать воинские части против любой из конфликтующих сторон.
1 августа 1993 года вместе с главой Временной администрации в зоне конфликта Виктором Поляничко генерал Корецкий выехал на переговоры с ингушскими полевыми командирами. В пригороде Владикавказа, в районе села Тарское Пригородного района Северной Осетии, автомобиль был обстрелян из засады неизвестными. Кроме генерала Корецкого, были убиты Виктор Поляничко и офицер антитеррористической группы «Альфа» Главного управления охраны ФСК России старший лейтенант Виктор Кравчук. В теле каждого из убитых было обнаружено более 10 огнестрельных ран. Ещё четверо военнослужащих получили ранения.
Похоронен на Новодевичьем кладбище в Москве.

## Расследование
Убийство осталось нераскрытым. В 2000 году публиковалась информация, что ФСБ России подозревает в совершении преступления захваченного в плен полевого командира одного из чеченских незаконных формирований Юрия Хицкиева. Однако затем о суде над Хицкиевым ничего не сообщалось.

## Награды
- Орден «За личное мужество» (4 августа 1993, посмертно)[3]
- Медали СССР.

## Увековечивание памяти
Улица в посёлке Кабардинка — пригороде Геленджика — переименована в улицу имени Анатолия Корецкого.